# Abidjan
Abidjan è la città più popolosa della Costa d'Avorio. È stata la capitale amministrativa e politica del Paese fino al 1983, quando la capitale è stata trasferita de jure a Yamoussoukro. Dal 2001 è un "distretto autonomo" di 2119 km² che comprende i dieci comuni dell'ex città di Abidjan (422 km²) e quattro sottoprefetture periferiche, un tempo rurali ma ora assorbite dall'espansione urbana di Abidjan.
Capitale economica della Costa d'Avorio, la città ha una popolazione di 5 616 633 abitanti nei 422 km² dell'ex città di Abidjan e di 6 321 017 abitanti nei 2119 km² del distretto autonomo di Abidjan al momento del censimento del 2021, pari al 21,5% della popolazione del Paese, e rappresenta il 60% del prodotto interno lordo del Paese.
Abidjan è la città più popolosa dell'Africa occidentale francofona ed è la seconda città e la terza conurbazione della Francofonia. Nell'Africa occidentale solo Lagos, l'ex capitale della Nigeria, ha più abitanti di Abidjan.
Considerata il crocevia culturale dell'Africa occidentale, Abidjan sta vivendo una rapida crescita, caratterizzata da una forte industrializzazione e da una galoppante urbanizzazione. Nonostante abbia perso lo status ufficiale di capitale della Costa d'Avorio, rimane la sede de facto della maggior parte delle istituzioni amministrative e politiche del Paese e continua a svolgere un ruolo di primo piano nella politica ivoriana.
Vi hanno sede la Banca africana di sviluppo e l'accademia del calcio ivoriana.

## Geografia
Abidjan si trova nel sud della Costa d'Avorio, sulle rive del Golfo di Guinea. Il tessuto urbano si estende lungo le rive della Laguna Ebrié.
In linea d'aria, copre un'area di una dozzina di chilometri da nord a sud e una dozzina da est a ovest. Il quartiere commerciale, Le Plateau, è il centro della città, insieme a Cocody, Deux Plateaux (il quartiere più ricco della città e sede delle ambasciate) e Adjamé, una baraccopoli sulla sponda nord della laguna. Treichville e Marcory si trovano a sud, Attecoube, Locodjro, Abobo Doume e Yopougon a ovest, mentre l'Île Boulay si trova al centro della laguna. Più a sud si trova Port Bouët, sede dell'aeroporto e del principale porto marittimo.

### Clima
| Abidjan             | Mesi | Mesi | Mesi | Mesi | Mesi | Mesi | Mesi | Mesi | Mesi | Mesi | Mesi | Mesi | Stagioni | Stagioni | Stagioni | Stagioni | Anno  |
| Abidjan             | Gen  | Feb  | Mar  | Apr  | Mag  | Giu  | Lug  | Ago  | Set  | Ott  | Nov  | Dic  | Inv      | Pri      | Est      | Aut      | Anno  |
| ------------------- | ---- | ---- | ---- | ---- | ---- | ---- | ---- | ---- | ---- | ---- | ---- | ---- | -------- | -------- | -------- | -------- | ----- |
| T. max. media (°C)  | 31,1 | 32,1 | 32,2 | 32,2 | 31,1 | 29,4 | 28,3 | 27,6 | 28,3 | 29,4 | 30,8 | 31,2 | 31,5     | 31,8     | 28,4     | 29,5     | 30,3  |
| T. min. media (°C)  | 22,6 | 23,6 | 23,7 | 23,7 | 23,6 | 22,7 | 22,7 | 21,5 | 22,6 | 23,1 | 23,3 | 23,2 | 23,1     | 23,7     | 22,3     | 23,0     | 23,0  |
| Precipitazioni (mm) | 22   | 66   | 94   | 139  | 270  | 555  | 162  | 41   | 82   | 147  | 137  | 69   | 157      | 503      | 758      | 366      | 1 784 |

## Etimologia
L'origine del nome della città si presta a diverse interpretazioni. La leggenda narra che un giorno una donna che stava tagliando le foglie da un albero incontrò dei coloni che cercavano la loro strada. Uno di questi, allora, le chiese il nome del luogo dove si trovavano. Non capendo la loro lingua, la donna pensava che volessero sapere cosa stesse facendo lì. Lei rispose semplicemente "Min-tchan m'bidjan", che significa, in Ebrié, "taglio le foglie". Gli europei non capirono e pensarono che la donna avesse risposto alla loro domanda: conservarono quindi la parola “abidjan”.
La parola "Abidjan" deve probabilmente la sua origine al nome del popolo che occupava il luogo: i Bidjan. Il prefisso "a" è utilizzato per indicare l'appartenenza al luogo: "Abidjan" significa quindi "il paese dei Bidjan".

## Storia
Abidjan era originariamente un piccolo villaggio di pescatori Atchan. Nel 1896, a seguito di una serie di epidemie mortali di febbre gialla, i coloni francesi che si erano inizialmente stabiliti a Grand-Bassam decisero di trasferirsi in un luogo più salubre e nel 1898 scelsero l'attuale località di Abidjan. Nel 1903 divenne ufficialmente una città. I coloni furono seguiti dalle autorità coloniali, istituite nel 1899. L'anno seguente la vicina Bingerville divenne la capitale della colonia.
La vicina futura città di Abidjan, anch'essa situata sulle rive della laguna n'doupé ("la laguna con l'acqua calda", futura "laguna Ebrié"), offriva più spazio e maggiori opportunità di espansione commerciale. Il molo di Petit Bassam (l'attuale Port-Bouët), a sud della città, iniziò presto a competere con il molo di Grand-Bassam, che fino ad allora era stato la principale porta d'accesso della colonia.
A partire dal 1903, quando Bingerville non era ancora una cittadina vera e propria Abidjan divenne il principale polo economico della colonia della Costa d'Avorio e un punto di collegamento chiave per la distribuzione delle merci europee nell'entroterra, grazie soprattutto alla crescente comunità libanese.
Nel 1931, Le Plateau e quella che sarebbe diventata Treichville furono collegate da un ponte galleggiante che ricalcava grosso modo l'odierno ponte Félix-Houphouët-Boigny. Nello stesso anno fu introdotto ad Abidjan il primo sistema di indirizzi stradali. Il sistema è stato (provvisoriamente) completato nel 1964, sotto l'impulso del sindaco Konan Kanga, e poi (malamente) completato in stile americano nel 1993.
Nel 1951 le autorità coloniali decisero di costruire il canale Vidri per consentire alle navi a grande profondità di attraccare alle banchine di Treichville, creando uno dei pochi porti africani con acque profonde. La conseguenza ecologica di questo sviluppo fu un abbassamento della temperatura delle acque calde della laguna di N'doupé. Abidjan, allora conosciuta come la "Perla delle lagune", entrò in un periodo di prosperità che durò fino agli anni Ottanta.
Nel 1983, il villaggio di Yamoussoukro, situato nel centro del Paese, divenne la nuova capitale amministrativa e politica della Costa d'Avorio sotto la spinta del presidente Félix Houphouët-Boigny, che era originario proprio di Yamoussoukro e sognava di trasformare il suo villaggio natale nella Brasilia della savana africana. La nuova capitale, un importante nodo stradale piuttosto che un centro commerciale attivo, non ha mai messo in ombra Abidjan in termini industriali, commerciali ed economici.
Dagli anni '80, nonostante il costante sviluppo, a causa della negligenza dei funzionari responsabili e della corruzione, si è assistito a un generale declino della città di Abidjan e a un peggioramento del suo inquinamento. Nel 2006 si registrò l'avvelenamento di massa della popolazione a causa di prodotti inquinanti scaricati nelle discariche pubbliche. Coinvolto in questa vicenda, l'ex governatore Pierre Djédji Amondji, figura di spicco del partito dell'allora ex presidente ivoriano Laurent Gbagbo, il Fronte Popolare Ivoriano, è stato protetto da Gbagbo da eventuali azioni penali.
Nel 2004 durante i disordini contro la distruzione della flotta aerea ivoriana da parte dell'esercito francese, i soldati francesi hanno aperto il fuoco sulla folla, uccidendo decine di persone.
Nel 2025, una profonda revisione dei nomi risalenti all'epoca coloniale porterà alla sostituzione dei nomi con nomi più africani.

## Economia
Fino alla fine degli anni '70, la Costa d'Avorio godeva di una situazione economica invidiabile. Il tasso di crescita della sua produzione interna lorda è stato del 10,2% tra il 1960 e il 1965 e del 7,2% tra il 1965 e il 1975. Tra il 1970 e il 1975, mentre quelli dell'Africa sub-sahariana e dei ricchi paesi occidentali erano rispettivamente del 4% e del 6% in media, il tasso di crescita del PIL in Costa d'Avorio è del 6,8% annuo. Questa particolare performance è in parte spiegata dalla stabilità politica che lo caratterizza, a differenza di molti stati africani. Tuttavia, l'economia mostra segni di debolezza strutturale: è infatti caratterizzata da una forte dipendenza esterna e presenta disuguaglianze di produttività nei vari settori. La caduta dei prezzi dei prodotti agricoli di base costituiti da caffè e cacao, i principali prodotti di esportazione che dominano l'economia del paese, ha portato alla recessione economica alla fine degli anni '70 e '90, con conseguenze sociali nefaste. Nel gennaio 1994, la svalutazione del 50% del franco CFA ha portato un tasso di crescita positivo del 6% per due anni consecutivi, grazie in particolare alle misure di accompagnamento adottate dalla comunità finanziaria internazionale. I programmi di aggiustamento strutturale messi in atto dai partner esterni, il Fondo Monetario Internazionale e la Banca Mondiale, hanno portato all'adozione di drastiche restrizioni di bilancio e misure di ripresa economica da parte del governo, senza molto successo. Gli arretrati di pagamento dei debiti contratti con questi enti, nonché i problemi di governance legati all'esecuzione dei progetti finanziati dall'Unione Europea, portano, alla fine degli anni '90, ad una rottura del partenariato con gli stessi enti . L'impatto negativo di questa situazione sull'economia è aggravato dal colpo di stato militare del dicembre 1999 e dalla conseguente instabilità politica. Il tasso di crescita nel 2000 è negativo: -2,3%. Dal 2004, la Costa d'Avorio ha registrato tassi di crescita reale positivi (+1,6% nel 2004, +1,8% nel 2005 e 1,2% nel 2006) che tuttavia rimangono inferiori al tasso di crescita della popolazione, stimato al 3,3%. Il tasso di inflazione oscilla tra l'1,4% e il 4,4%. Il servizio del debito saldato che rappresenta il 10,68% delle esportazioni nel 2000, si è ridotto al 5% delle esportazioni nel 2003, al 3,3% nel 2004 e all'1,45% nel 2005, riflettendo così le difficoltà dello Stato a far fronte ai propri impegni con l'estero. Queste difficoltà persistono nonostante l'aumento del livello delle esportazioni, salite al 37,9% nel 2000 e al 47,8% del PIL nel 2005 . L'agricoltura di sussistenza, l'allevamento, l'estrazione mineraria, lo sfruttamento del petrolio e la competitività delle esportazioni stanno certamente migliorando, ma le performance del settore produttivo sono ostacolate dall'aumento del debito interno. 8% del PIL nel 2005. L'FMI prevede un ottimistico tasso di crescita del PIL del 3,8% nel 2008. 
L'economia ivoriana rimane dominata dall'agricoltura. Dopo essere stata al terzo posto nella classifica mondiale dei produttori di caffè per quasi trent'anni, la Costa d'Avorio ha registrato un calo della produzione, passando da 250 000 tonnellate nel 1990 a 145 000 tonnellate nel 1994, per poi salire a una produzione di 250 866 tonnellate nel 2003-2004. Oggi è il settimo produttore mondiale. La Costa d'Avorio è, con il 40% della produzione di cacao, il più grande produttore mondiale davanti al Ghana. La produzione nazionale ha raggiunto 1 335 milioni di tonnellate nel 2003-2004, la quota delle esportazioni è stata di 1 060 milioni di tonnellate nello stesso periodo. Produttore di palma da olio e palma da cocco, la Costa d'Avorio è classificata tra i primi tre produttori di cotone nella sottoregione con 105 423 tonnellate di fibra di cotone esportate nel 2004 principalmente in Cina, Indonesia, Thailandia e Taiwan. Il paese produce anche gomma e ha anche il primato di essere il principale produttore mondiale di noci di cola con una produzione totale di 65 216 tonnellate. La canna da zucchero, l'ananas e la banana svolgono un ruolo importante nelle esportazioni in Costa d'Avorio, nonostante la messa in discussione delle quote da parte dell'Organizzazione mondiale del commercio. Sono in gran parte esportati in Europa, così come i prodotti a base di frutta (mango, papaya, avocado e agrumi). L'anacardio, localizzato principalmente nel nord del Paese, si sta diffondendo da diversi anni al centro e al centro-ovest del Paese. Nel 2006, la produzione di anacardi è stata di 235 000 tonnellate e le esportazioni sono state di 210 000 tonnellate.

## Infrastrutture e trasporti
Nella città è in fase di costruzione una linea metropolitana.

### Ferrovie
Da Abidjan parte una ferrovia per Ouagadougou, la capitale del Burkina Faso. Lunga 1150 km, è una delle più importanti linee dell'Africa occidentale.

### Aeroporti
Abidjan è servita dall'aeroporto Félix Houphouët Boigny, situato a 16 km a sud-est dal centro.